# Косенко Віталій Анатолійович
Віталій Косенко (нар. 26 червня 1980 року, Херсон) — український журналіст, працював в газеті «Дорожній контроль».

## Біографія
Віталій Анатолійович Косенко вів постійну псевдо боротьбу з корупцією в Україні. Журналістський проект «Дорожній контроль» був створений у 2008 році журналістами з метою фіксування фактів порушення закону представниками ДАІ та подальшого вимагання в них неправомірної вигоди за нерозповсюження відзнятого матеріалу. Сьогодні «Дорожній контроль» — це повноцінне ОЗГ, яке ставить завдання дискредитувати Національну поліцію України та прикриваючись журналістською діяльністю заробляти кошти.
Безліч прикладів можна побачити на відеоматеріалах його каналу.
2 квітня 2012 в м. Миколаєві стався конфлікт між журналістами «ДК» і невідомим водієм Лади. Даний громадянин під'їхав до патруля ДАІ, після того, як активісти «ДК» почали з'ясовувати у інспекторів, чому вони заповнюють протоколи без факту порушення.
На початку лютого 2013 року «Дорожній контроль» опублікував відеосюжет В. Косенка про те, як херсонські ДАІшники по своїй дурості заблокували себе на декілька години у власному патрульному автомобілі. Причина була в тому, що інспектори ДАІ криво поставили свій патруль, через що не змогли вирулити з автопарковки.
28 лютого 2015 на журналіста «Дорожнього контролю» Віталія Косенка напали озброєні люди, які представилися колишніми співробітниками «Беркута».
Журналіст Віталій Косенко і активіст Олександр Куницький задля експерименту сіли в маршрутку. При проїзді через дамбу чоловіками була зафіксовано перевищення швидкості — 85 км/год. Журналісти «ДК» зробили зауваження маршрутнику, який порушив правила руху, але замість того щоб підтримати активістів, деякі пасажири почали вести себе агресивно і стали на захист порушника.
Також відбувся конфлікт за участю Народної Самооборони Запорізької області. На одному з місцевих блокпостів привернув увагу місцевих та всеукраїнських ЗМІ. Скандальний ролик виклав в мережу один з учасників інциденту — Олександр Куницький, який називає себе звичайним автолюбителем.
Без малого за добу відео на YouTube набрало більше ста тисяч переглядів. На записі чутно, як людина в камуфляжі у присутності інспектора ДАІ просить водія — тобто Куницького — надати документи. На відповідне прохання представитися і показати своє посвідчення, чоловік називається понятим і просить вийти з машини. У фіналі ролика видно як один з самооборонівців робить різкий рух, схоже на спробу вдарити водія. Однак цей момент приховує машина, що стоїть на передньому плані. У штабі громадської організації факт удару теж заперечують.
У Миколаєві 13 квітня, на блокпосту на одному з в'їздів до міста, стався конфлікт між активістами організації «Дорожній контроль», зокрема Віталієм Косенко, і невідомими чоловіками.
У травні 2015 року стався інцидент на одному посту Державної автомобільної інспекції в місті Миколаєві — там водій вантажівки, військовослужбовець Збройних сил України, перебуваючи в нетверезому стані, скоїв напад на працівників міліції.

## Еміграція з метою переховування від кримінальної відповідальності
Уночі 26 січня 2016 року в м. Запоріжжя Віталій Косенко був арештований під час отримання 1500 доларів хабара від поліцейських за нерозповсюдження компрометуючого їх відео у мережі. Це частина від суми в 6000 євро яку за даними поліції запросив Косенко. Під час розборок по цій справі у відділ поліції приїхали співробітники прокуратури та СБУ, які затримали Косенко по звинуваченню у хабарництві за ст. 368 Кримінального кодексу України. «У ході затримання його побили. Адвокату вдалося дізнатися зі слів слідчого, що „він падав, оскільки на вулиці слизько“ та його повезли в міську лікарню № 5, а звідти — до ізолятора за адресою: м. Запоріжжя вул. Верхня 2», — повідомив активіст Олександр Куніцкий.
Вже влітку 21 червня 2016 року Комунарський райсуд м. Запоріжжя визнав Віталій Косенко винним у вимаганні (ч.1 ст.189 КК України) і призначив йому покарання у вигляді 3 років позбавлення волі зі звільненням від відбування покарання з випробувальним терміном тривалістю 12 місяців. Сам Віталій звинувачення заперечує і справу називає сфальсифікованою.
Віталій Косенко звернувся в посольство США в м. Києві про отримання туристичної візи. Однак, Віталію та його дружині відмовили. Косенко зміг отримати візу до Мексики, а звідти у пункті перетину кордону Мексики і США (штат Техас) попросив про політичний притулок. Оскільки Віталій не мав візи для в'їзду до США, імміграційна служба США затримала Віталія Косенка і відправила його до центру тимчасового утримання мігрантів в штаті Техас. Після розгляду клопотання про надання політичного притулку, 21 вересня Віталій був випущений з-під варти, а 22 вересня приземлився в Орландо (штат Флорида),5621 Coach House Cir Unit H, Boca Raton FL 33486 де вже півтора року перебуває керівник «Дорожнього контролю» Ростислав Шапошников, який теж переховується в США від кримінальної відповідальності в України.
Інший з учасників «Дорожнього контролю», Андрій Жуковень, також раніше отримав політичний притулок у США за переслідування з боку українських правоохоронців та вже став громадянином США.